# 静岡県道40号掛川天竜線
静岡県道40号掛川天竜線（しずおかけんどう40ごう かけがわてんりゅうせん）は、静岡県掛川市から浜松市天竜区に至る県道（主要地方道）である。

## 概要
掛川市 - 周智郡森町の区間は通称森街道と呼ばれている。

### 路線データ
- 起点 : 静岡県掛川市大池（大池西交差点、静岡県道415号日坂沢田線交点）
- 終点 : 静岡県浜松市天竜区二俣町二俣（双竜橋交差点、国道152号・国道362号交点）
- 路線延長 : 24.7 km

## 歴史
- 1993年（平成5年）5月11日 - 建設省から、県道掛川天竜線が掛川天竜線として主要地方道に指定される[1]。

## 路線状況

### 重複区間
- 静岡県道271号掛川山梨線（掛川市大池・大池西交差点 - 掛川市富部・富部交差点、2.7 km）
- 静岡県道269号大和田森線（掛川市幡鎌・原野谷中入口交差点 - 周智郡森町睦実・福田地交差点、3.1 km）
- 静岡県道273号山梨敷地停車場線（磐田市大当所・大当所交差点 - 磐田市敷地・敷地駅前、0.7 km）
- 静岡県道283号横川磐田線（磐田市大当所・大当所交差点 - 磐田市敷地・敷地交差点、1.2 km）
- 静岡県道44号磐田天竜線（磐田市下野部・豊岡北小前交差点 - 浜松市天竜区二俣町二俣・双竜橋交差点、4.3 km）

## 地理

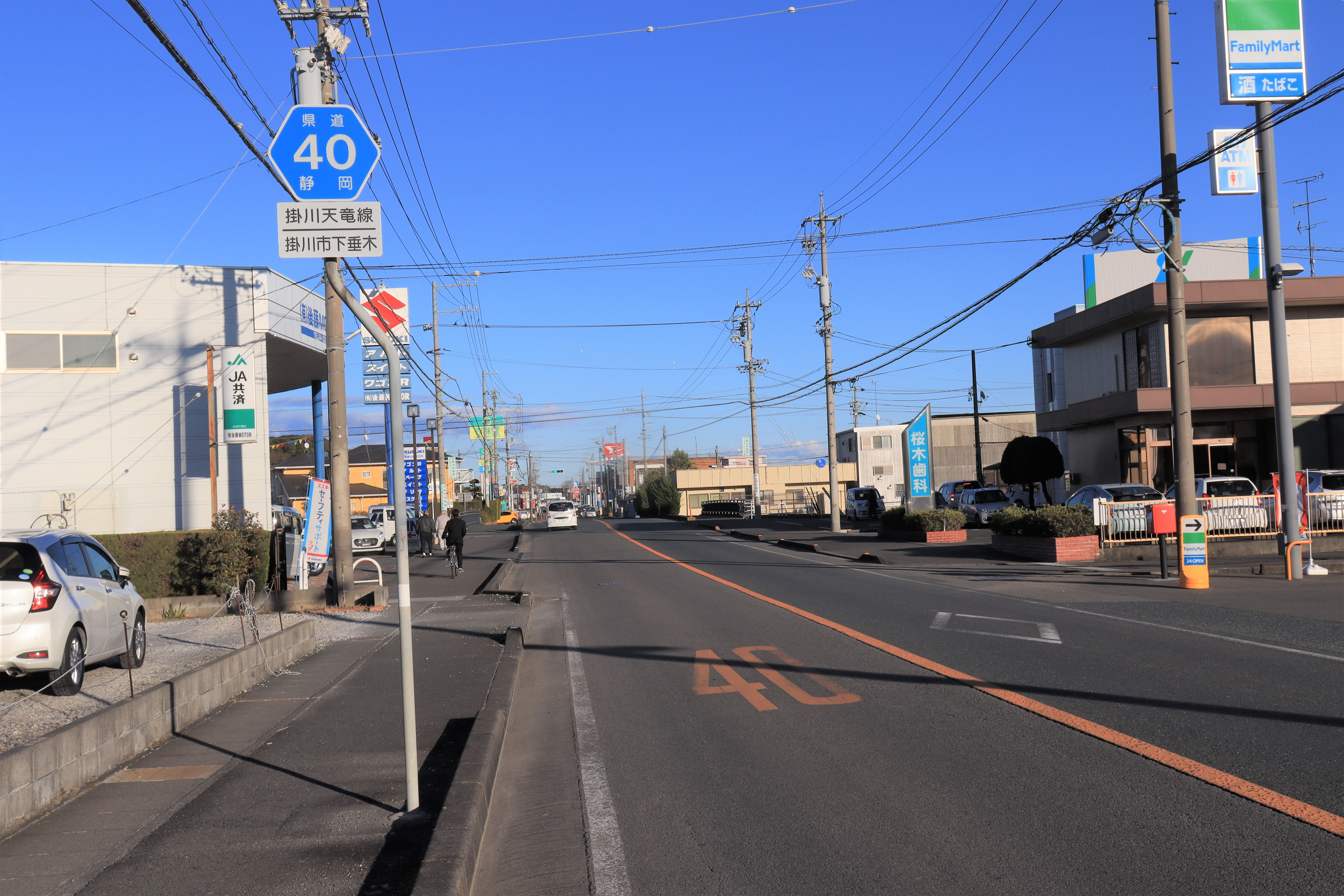
静岡県道40号掛川天竜線、掛川市下垂木

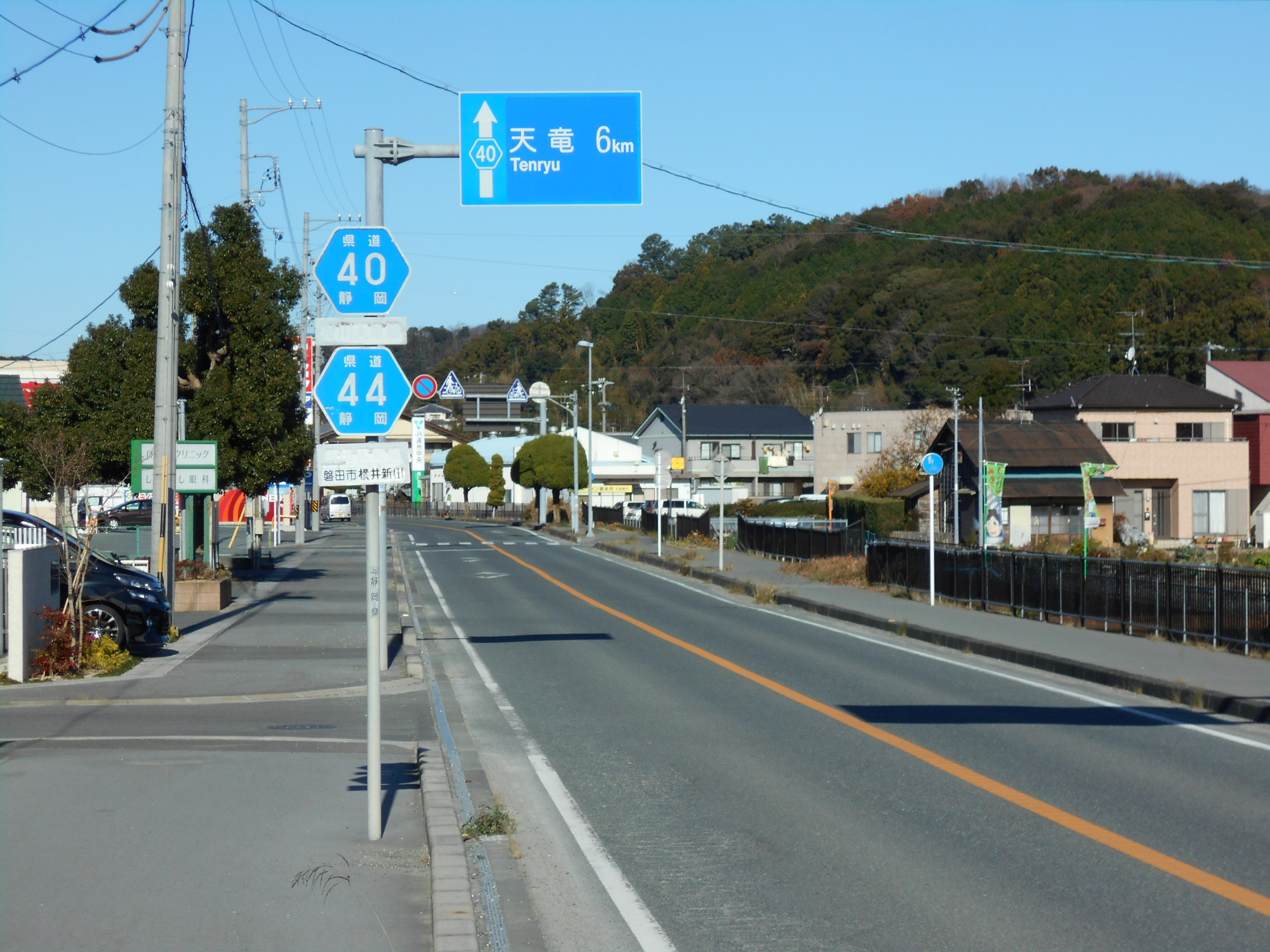
静岡県道44号磐田天竜線との重複区間（磐田市豊岡駅付近）

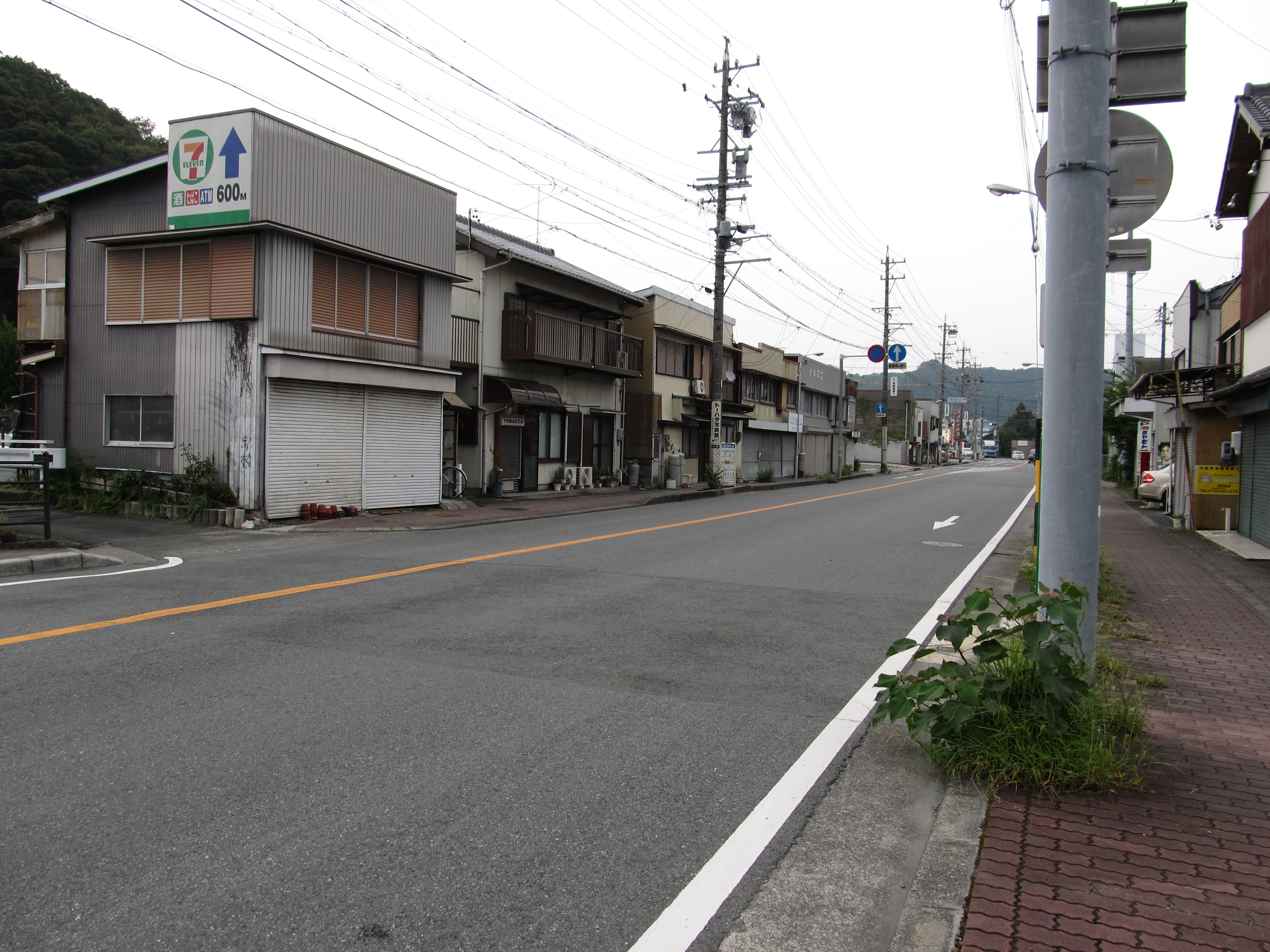
静岡県道40号（浜松市天竜区二俣町）

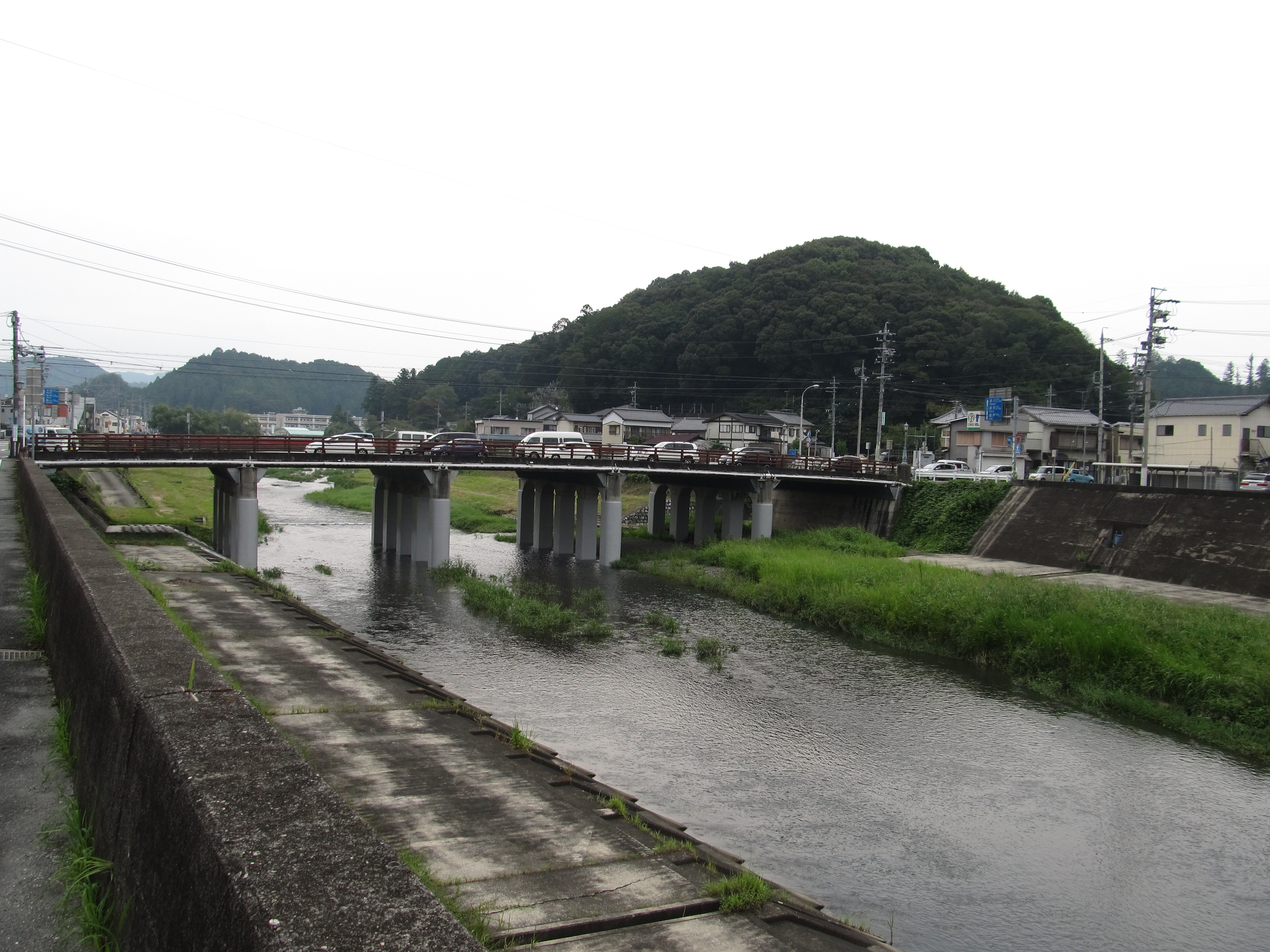
浜松市天竜区二俣町の二俣川に架かる双竜橋。西詰にある双竜橋交差点（国道152号との交点）が静岡県道40号掛川天竜線の終点となっている。

ほぼ全線を天竜浜名湖鉄道天竜浜名湖線に沿う形で走る。

### 通過する自治体
- 掛川市
- 周智郡森町
- 袋井市[注釈 1]
- 磐田市
- 浜松市（天竜区）

### 交差する道路
- 静岡県道415号日坂沢田線（掛川市大池・大池西交差点、起点）
- 国道1号 掛川バイパス 大池I.C
- 静岡県道271号掛川山梨線（掛川市富部・富部交差点）
- 静岡県道81号焼津森線（掛川市本郷・本郷南交差点）
- 静岡県道269号大和田森線（掛川市幡鎌・原野谷中入口交差点）
- 新東名高速道路 森掛川インターチェンジ
- 静岡県道58号袋井春野線（周智郡森町睦実・福田地交差点）
- 静岡県道279号山梨一宮線（周智郡森町円田・円田交差点）
- 新東名高速道路 遠州森町スマートインターチェンジ（中遠広域農道を経由）
- 静岡県道280号宮代赤根線（周智郡森町一宮・谷崎交差点）
- 静岡県道81号焼津森線（周智郡森町一宮・愛光園入口交差点）
- 静岡県道281号遠江一宮停車場線（周智郡森町一宮・一宮駐在所前交差点）
- 静岡県道283号横川磐田線（磐田市大当所・大当所交差点）
- 静岡県道273号山梨敷地停車場線（磐田市敷地）
- 静岡県道283号横川磐田線（磐田市敷地交差点）
- 新東名高速道路 新磐田スマートインターチェンジ（市道を経由）
- 静岡県道44号磐田天竜線（磐田市下野部・豊岡北小学校前交差点）
- 静岡県道284号野部停車場線（磐田市新開・豊岡駅前交差点）
- 静岡県道343号上野部豊田竜洋線（磐田市上野部・栗下交差点）
- 国道152号 バイパス（飛龍大橋）（浜松市天竜区二俣町阿蔵・飛龍大橋北交差点）
- 国道152号・国道362号（浜松市天竜区二俣町二俣・双竜橋交差点、終点）